# 赛他发定
| 位点 | IC50 (nM) | 作用   | 参考  |
| ---- | --------- | ------ | ----- |
| SERT | 83 nM     | 阻滞剂 | [ 1 ] |
| NET  | 6 nM      | 阻滞剂 | [ 1 ] |
| DAT  | 38 nM     | 阻滞剂 | [ 1 ] |

赛他发定（INN：centanafadine；开发代号：EB-1020）是一种血清素-去甲肾上腺素-多巴胺再摄取抑制剂（也叫三重再摄取抑制剂），在Euthymics Bioscience收购DOV制药后开始开发。它被开发用于治疗注意力缺陷多动障碍，并分别以1:6:14的比例抑制去甲肾上腺素、多巴胺和血清素的再摄取。2011年，Euthymics Bioscience将他们的赛他发定开发业务剥离给了一家名为Neurovance的新公司。2017年3月，大冢制药收购了Neurovance和赛他发定的专利。截至2018年1月，大冢的研发管线显示其正在进行II期和III期临床试验，以应对多种不同的医疗状况。